# James D'Arcy
James D'Arcy (* 24. srpna 1975, Fulham, Londýn, Anglie, Spojené království) je britský herec.

## Životopis
Narodil se jako Simon D'Arcy ve Fulhamu v Londýně, kde i vyrůstal společně se svou matkou zdravotní sestrou Caroline a mladší sestrou Charlotte. Otec mu zemřel, když byl ještě malý. Poté, co dokončil své vzdělání na Christ's Hospital v roce 1991, tak na rok odjel do Austrálie a pracoval zde v dramatickém oddělení školy v Perthu, díky čemu získal zájem o herectví. Po návratu do Londýna si podal žádost na hereckou školu. Zúčastnil se tříletého kurzu na londýnské akademii hudebních a dramatických umění a v roce 1995 získal bakalářský titul.
Během studia se objevil ve vzdělávacích inscenacích Heracles, Jak se vám líbí, Wild Honey, The Freedom of the City a Sherlock Holmes. O odchodu z herecké školy řekl: "Teprve když jsem dokončil kurz a nechal jsem svůj absolventský diplom v autobuse, tak jsem si uvědomil, že jsem se stal hercem."

## Filmografie

### Film
| Rok  | Název                                      | Role                                                               | Poznámky                         |
| ---- | ------------------------------------------ | ------------------------------------------------------------------ | -------------------------------- |
| 1997 | Oscar Wilde                                | Kamarád                                                            |                                  |
| 1998 | Norman Ormal: A Very Political Turtle      | Hrozný herec                                                       |                                  |
| 1998 | Hiccup                                     | Barry                                                              | krátkometrážní film              |
| 1999 | Zákop                                      | Colin Daventry                                                     |                                  |
| 1999 | Velký blázinec v malém hotelu              | Timothy Barker                                                     |                                  |
| 2001 | Vykradači hrobek                           | Jake Martell                                                       |                                  |
| 2003 | Láska a .                                  | Barnaby F. Caspian                                                 |                                  |
| 2003 | Master & Commander: Odvrácená strana světa | Tom Pullings                                                       |                                  |
| 2004 | Vymítač ďábla: Zrození                     | Father Francis                                                     |                                  |
| 2005 | Americká kletba                            | Richard Powell                                                     |                                  |
| 2007 | Oběť: Lovec krve                           | Bishop                                                             |                                  |
| 2008 | Temné vzpomínky                            | Jack Adams                                                         |                                  |
| 2010 | Natural Selection                          | John Henry Wilson                                                  | krátkometrážní film              |
| 2011 | The Flight of the Swan                     | Alexis                                                             |                                  |
| 2011 | Čas hrdinů                                 | Ian Fleming                                                        |                                  |
| 2011 | Screwed                                    | Sam                                                                |                                  |
| 2011 | Králova láska                              | Král Edward VIII.                                                  |                                  |
| 2012 | In Their Skin                              | Bobby                                                              | uvedeno také pod názvem Replicas |
| 2012 | The Domino Effect                          | Mark                                                               |                                  |
| 2012 | Noc v letadle                              | Tom                                                                |                                  |
| 2012 | Atlas mraků                                | mladý Rufus Sixsmith starý Rufus Sixsmith sestra Jamesová archivář |                                  |
| 2012 | Hitchcock                                  | Anthony Perkins                                                    |                                  |
| 2013 | Filosofové                                 | Pan Zimit                                                          |                                  |
| 2013 | Dreams Never End                           | Vlk                                                                | krátkometrážní film              |
| 2014 | Falešní poldové                            | Mossi Kasic                                                        |                                  |
| 2014 | Instruments of Darkness                    | Banquo                                                             |                                  |
| 2015 | Jupiter vychází                            | Maximilian Jones                                                   |                                  |
| 2015 | Poslední přežije                           | Paul Anderson                                                      |                                  |
| 2017 | Denkerk                                    | poručík Winnant                                                    |                                  |
| 2017 | Sněhulák                                   | Filip Becker                                                       |                                  |
| 2019 | Avengers: Endgame                          | Edwin Jarvis                                                       | cameo                            |
| 2019 | Life Like                                  | Julian                                                             |                                  |
| 2020 | Made in Italy                              | —                                                                  | scenárista a režisér             |
| 2020 | LX 2048                                    | Adam Bird                                                          |                                  |
| 2020 | Za pět dvanáct                             | Kapitán Drey                                                       |                                  |
| 2021 | Warning                                    | Bůh (hlas)                                                         |                                  |
| 2022 | North of Normal                            | neznámá                                                            |                                  |
| 2022 | Banking on Mr. Toad                        | Kenneth Grahame                                                    |                                  |
| 2023 | Oppenheimer                                | Patrick Blackett                                                   |                                  |

### Televize
| Rok     | Název                                               | Role                | Poznámky                             |
| ------- | --------------------------------------------------- | ------------------- | ------------------------------------ |
| 1996    | Tichý svědek                                        | Student             | díl: Long Days, Short Nights: Part 1 |
| 1996    | Dalziel a Pascoe                                    | Franny Roote        | díl: Pokrok vědy                     |
| 1996    | Brookside                                           | Martin Cathcart     | díl: Things to Sort Out              |
| 1997    | Strašidlo cantervillské                             | Lord Cheshire       | TV film                              |
| 1997    | Ruth Rendell Mysteries                              | Nicholas Hawthorne  | 2 díly                               |
| 1997    | The Ice House                                       | Jonathan Maybury    | TV film                              |
| 1997    | A Dance to the Music of Time                        | Nicholas Jenkins    | díl: The Twenties                    |
| 1997    | The History of Tom Jones, a Foundling               | Blifil              | minisérie, 5 dílů                    |
| 1999    | Sunburn                                             | Phil                | díl: Episode No.1.1                  |
| 2001    | Rebel Heart                                         | Ernie Coyne         | minisérie, 4 díly                    |
| 2001    | The Life and Adventures of Nicholas Nickleby        | Nicholas Nickleby   | TV film                              |
| 2001    | Království temnot                                   | Dean                | díl: Party On                        |
| 2002    | Dokonalý pár                                        | Jack                | TV film                              |
| 2002    | Sir Gawain and the Green Knight                     | Sir Gawain          | TV film                              |
| 2002    | Sherlock Holmes: Případ zla                         | Sherlock Holmes     | TV film                              |
| 2003    | P.O.W                                               | Jim Caddon          | 6 dílů                               |
| 2005    | Hercule Poirot                                      | Derek Kettering     | díl: Záhada modrého expresu          |
| 2006    | Slečna Marplová                                     | Jerry Burton        | díl: Není kouře bez ohýnku           |
| 2006    | Starověký Řím: Vzestup a pád impéria                | Tiberius Gracchus   | díl: Revolution                      |
| 2006    | The Battle for Rome                                 | Tiberius Gracchus   | TV film                              |
| 2007    | Them                                                | Cain Johnson        | TV film                              |
| 2007    | Green                                               | Sy                  | TV film                              |
| 2007    | Fallen Angel                                        | Toby Clifford       | díl: The Judgement of Strangers      |
| 2007    | Mansfieldské panství                                | Tom Bertram         | TV film                              |
| 2007    | Případy inspektora Lynleyho: Poznej svého nepřítele | Guy Thompson        | díl: Know Thine Enemy"               |
| 2008    | Bonekickers                                         | Kapitán Roberts     | díl: The Lines of War"               |
| 2008    | The Commander: Abduction                            | Jerry               | TV film                              |
| 2009    | The Eastmens                                        | Dr. Peter Eastmen   | TV film                              |
| 2009    | V srdci bouře: Churchill ve válce                   | Jock Colville       | TV film                              |
| 2009    | Virtuality                                          | Dr. Roger Fallon    | TV film                              |
| 2009–10 | Tajný deník call girl                               | Duncan              | 8 dílů                               |
| 2012    | Those Who Kill                                      | Thomas Schaeffer    | hlavní role, 10 dílů                 |
| 2012    | The Making of a Lady                                | Kapitán Alec Osborn | TV film                              |
| 2015    | Broadchurch                                         | Lee Ashworth        | vedlejší role, 8 dílů                |
| 2015–16 | Agent Carter                                        | Edwin Jarvis        | hlavní role, 18 dílů                 |
| 2018    | Ve jménu vlasti                                     | Anson               | 6 dílů                               |
| 2018    | Ponorka                                             | Sinclair            | 2 díly                               |
| 2019    | The Rook                                            | Andrew Bristol      | 2 díly                               |
| 2019    | The Hot Zone                                        | Travis Rhodes       | 5 dílů                               |
| 2021    | Leonardo                                            | Ludovico Sforza     | 5 dílů                               |
| 2021    | Red Election                                        | Adam Cornwell       |                                      |
| 2022    | Deadline                                            | James               |                                      |

## Ocenění
- Nominován na cenu Iana Charlesona v roce 2002 v kategorii nejlepší výkon v klasické roli za roli Edwarda II.